# Rejon rudniański (obwód smoleński)
Rejon rudniański (ros. Руднянский район) – rejon w Rosji, w obwodzie smoleńskim, ze stolicą w Rudni.

## Historia
Część ziem obecnego rejonu rudniańskiego weszła w skład Wielkiego Księstwa Litewskiego w 1395. W Rzeczypospolitej Obojga Narodów leżały w większości w województwie witebskim (w tym województwie leżała m.in. Rudnia) oraz częściowo w województwie smoleńskim (w 1654 smoleńszczyzna została zajęta przez Rosjan). Okolice Rudnej ostatecznie odpadły od Rzeczypospolitej w wyniku I rozbioru Polski w 1772.

## Podział administracyjny
W skład rejonu rudniańskiego wchodzi 6 jednostek administracyjnych: 2 osiedla miejskie (Rudnianskoje, Gołynkowskoje) i 4 osiedla wiejskie (Czistikowskoje, Lubawiczskoje, Pieriewołoczskoje, Ponizowskoje).